# Jade Cocoon
Jade Cocoon: La leggenda del Tamamayu (玉繭物語?, Tamamayu monogatari) è un videogioco di ruolo del 1998 sviluppato da Genki per PlayStation. Il character design è realizzato da Katsuya Kondō.

## Sviluppo
Una demo del gioco è stata distribuita insieme a Shadow Madness.
Il videogioco ha ricevuto un sequel diretto dal titolo Tamamayu monogatari gaiden (玉繭物語 外伝?), distribuito esclusivamente in Giappone per telefoni cellulari.
Nel 2001 è stato pubblicato Jade Cocoon 2 per PlayStation 2, ambientato in un futuro più remoto rispetto agli eventi del primo titolo.
Nel 2008 il gioco è stato distribuito in Giappone attraverso PlayStation Network, insieme ad altri videogiochi per PlayStation.